# Pristupanje BiH Europskoj uniji
Pristupanje Bosne i Hercegovine Europskoj uniji jest proces kojim Bosna i Hercegovina nastoji pristupiti Europskoj uniji kao punopravna članica.
Bosna i Hercegovina dobila je status potencijalnog kandidata 2003. i obuhvaćena je trenutačnom politikom proširenja unije. Zahtjev za članstvo u Europskoj uniji službeno je podnesen 15. veljače 2016. Službeni status kandidata BIH je dobila 15. prosinca 2022. godine.

## Ključni datumi
| Datum              | Događaj                                                          |
| ------------------ | ---------------------------------------------------------------- |
| 16. lipnja 2008.   | Potpisan sporazum o stabilizaciji i pridruživanju.               |
| 1. lipnja 2015.    | Sporazum o stabilizaciji i pridruživanju stupio na snagu.        |
| 15. veljače 2016.  | Bosna i Hercegovina predaje formalni zahtjev za članstvo.        |
| 9. prosinca 2016.  | EU predaje BiH Upitnik o pristupanju u članstvo.                 |
| 28. veljače 2018.  | BiH predala EU odgovore na Upitnik o pristupanju u članstvo.     |
| 20. lipnja 2018.   | EU predala BiH dodatna pitanja iz Upitnika EU.                   |
| 5. ožujka 2019.    | BiH predala EU odgovore na dodatna pitanja iz Upitnika EU.       |
| 29. svibnja 2019.  | Europska komisija odgovara na Upitnik s pozitivnim mišljenjem.   |
| 15. prosinca 2022. | BiH dobiva službeni status kandidata.                            |
| 12. ožujka 2024.   | Europska komisija predložila početak pregovora                   |
| 21. ožujka 2024.   | Europsko vijeće dalo zeleno svjetlo za otvaranje pregovora s BiH |